# Séisme de 1983 en Guinée
Le séisme de 1983 en Guinée est un tremblement de terre d’une magnitude de 6,3 survenu le 22 décembre 1983 à 4 heures, heure locale au nord-ouest de la Guinée (Koumbia et Gaoual). Son épicentre est situé à 375 km de la capitale Conakry.
Un second tremblement de terre est survenu à 10 heures, heure locale.
De très nombreux bâtiments ont été détruits. On enregistre aussi des dégâts à Mamou, Kindia et Labé.

## Mythologie
Ce séisme sera qualifié par les marabouts comme « un grand malheur » car aucun séisme important n'avait été enregistré jusque-là dans cette partie de l'Afrique de l'Ouest, si ce n'est dans les îles volcaniques du Cap-Vert. Selon certains témoignages, Sékou Touré lui-même va jusqu'à dire « Attendez-vous bientôt à un tremblement de terre encore plus terrible. »